# Carlos Antonio Vélez
Carlos Antonio Vélez Naranjo (Manizales, 30 de octubre de 1953) es un comentarista deportivo colombiano, con nacionalidad española. Ha trabajado por más de 51 años en radio, televisión, medios escritos y digitales. Ha sido director del programa Planeta Fútbol de RCN Radio en Antena 2; además de ser uno de los comentaristas del canal de deportes Win Sports en las transmisiones del fútbol colombiano.
Esta casado con la peruana María Teresa Marroquín de dicha unión nacieron dos hijos Carmen Paola Vélez Marroquín y Luis Carlos Vélez Marroquín nacido el 6 de octubre de 1977, Luis Carlos es un conocido periodista que ha seguido sus pasos a pesar que es polémico por tener su estilo periodístico y que a pesar que no estudio periodismo sino economía ha trabajado en medios nacionales en Caracol Televisión, Caracol Radio, Citytv, y actualmente en La FM de RCN Radio, y en los medios internacionales en Telemundo, CNN, y Univisión. 

## Educación
Estudio su primaria en el Colegio de Cristo HH, Maristas Manizales. Secundaria: Seminario Menor. Colegio de Cristo HH, Maristas Manizales. Superiores: Estudió en la Facultad de Derecho de la Universidad de Caldas (1972–1975) y en la Facultad de Derecho en la Universidad Católica, aunque no obtuvo ningún título profesional. Realizó algunos cursos libres en la Universidad de Caldas en Balística, Dactiloscopia, Grafología Criminal, y Toxicología, donde el Instructor fue el Dr. Rodrigo Vieira especialista colombiano en la materia.

## Trayectoria

### Radio
Comenzó su experiencia laboral en medios de comunicación en Caracol Radio. Allí estuvo de 1972 a 1977, inicialmente en la ciudad de Manizales, posteriormente en Pereira y finalmente en Bogotá donde decidió seguir su carrera como comentarista y analista de fútbol.
Ya radicado en Bogotá pasa a trabajar un año en otra de las importantes cadenas del medio a nivel nacional. Sería entonces su primer ingreso a RCN Radio donde estuvo durante un año (1977-1978). Después de estar en dos cadenas del medio, trabaja en un nuevo proyecto en Prodeportivo Sutatatenza, donde estuvo durante un año (1978-1979).
Al año siguiente regresaría a RCN Radio, nuevamente por un año (1979-1980).
Decide volver invitado por Armando Moncada Campuzano nuevamente a Prodeportivo Sutatatenza. Allí estuvo por dos temporadas (1980-1981).
En 1981 nace la que se convertiría en la tercera empresa radial más importante del país llamada Grupo Radial Colombiano, donde fueron contratadas unas de las más importantes figuras de la radio deportiva colombiana. Allí Carlos Antonio Vélez era una de las caras a mostrar por parte de la cadena (1981-1987). En 1987 regresa a RCN Radio por tercera ocasión donde trabaja hasta la fecha, en donde ha hecho y creado programas deportivos, transmitido partidos nacionales, internacionales, de Selección Colombia tanto dentro como fuera del país, además de asistir a campeonatos mundiales. Hoy dirige de lunes a viernes el programa Planeta Fútbol que se emite en la única cadena deportiva de América llamada Antena 2 y donde es comentarista principal en los partidos de la selección Colombia.

### Televisión
Comenzó su carrera en la gran pantalla en 1978 en el Noticiero 24 Horas, en la sección de los deportes, en ese entonces uno de los informativos de más sintonía (1978-1979).
Al año siguiente trabaja en el proyecto Campeones 86 –Vea Colombia– Momento Deportivo, allí estuvo durante cinco años (1979-1984).
En 1984 trabajaría en un nuevo programa llamado Señoras y Señores en el que estaría por un año (1984-1985). Al siguiente año hace parte del Noticiero Promec, en el que estaría por dos temporadas (1986-1987). Después ingresa al magazine informativo Buenos Días Colombia del que haría parte por un año (1987-1988). En 1989 sería llamado para hacer parte de Teledeportes, en el Noticiero de la Semana, ahí estaría por un año, seguiría en Teledeportes pero ahora con Noticias Uno el cual realizaba RCN Televisión y Jorge Barón Televisión (1988-1990). En 1990 se va para la ciudad de Medellín seducido por el proyecto Fútbolmanía en el canal regional Teleantioquia, ahí estaría por dos temporadas (1990-1991). Al año siguiente en 1993 llega al noticiero deportivo Grand Prix en el canal público de nacional Señal Colombia en el que estaría por seis temporadas (1993-1996). Mientras desarrollaba el noticiero deportivo en el canal público, en 1994 se uniría al Noticiero Q.A.P. en este estaría por seis temporadas (1994-1997). En 1998, con motivo del Mundial de fútbol en Francia, llega al Canal RCN como director de deportes en el que se desempeña hasta la fecha, y en el que presenta algunas de las secciones deportivas del noticiero. Ese mismo año se convierte en el comentarista central de las transmisiones del fútbol colombiano, denominadas Fútbolmanía RCN, ahí estaría por los siguientes 13 años (1998-2011).
En 2005 el humorista Guillermo Díaz Salamanca crea en idea original el programa Los Tenores del Fútbol el cual contaba con presencia de periodistas deportivos colombianos más importantes: Hernán Peláez, Iván Mejía Álvarez y Carlos Antonio Vélez. El programa fue emitido por el canal deportivo Fox Sports para toda Latinoamérica, durante seis temporadas (2005-2008).
En 2012 se convirtió en comentarista de los partidos del fútbol colombiano en Win Sports, canal de cable y satélite de deportes que emite las 24 horas del día con cobertura para Colombia y el mundo del que hace parte hasta la fecha. El 19 de diciembre de 2013 renuncia al Canal RCN, donde se desempeñó por más de 16 años como director y presentador de deportes.
En septiembre de 2017 regresó al Canal RCN como comentarista en algunas ocasiones, cubriendo la Liga Águila 2017-2018, la Copa Mundial de Fútbol de 2018, Copa América 2021, Copa Mundial de Fútbol de 2022, y el Campeonato Sudamericano de Fútbol Sub-20 de 2023.

### Prensa Escrita
En esta rama ha sido columnista y ha escrito para sinnúmero de revistas y periódicos importantes entre ellos: El Periódico, El Pueblo, Balón, Occidente, Nuevo Estadio, Revista del América, El Siglo, El Tiempo, Deporte Gráfico, Diario Deportivo, Director de Nuevo Estadio (1994), Diario El Espectador (1996) y la revista Fox Sports (2006).

## Eventos especiales

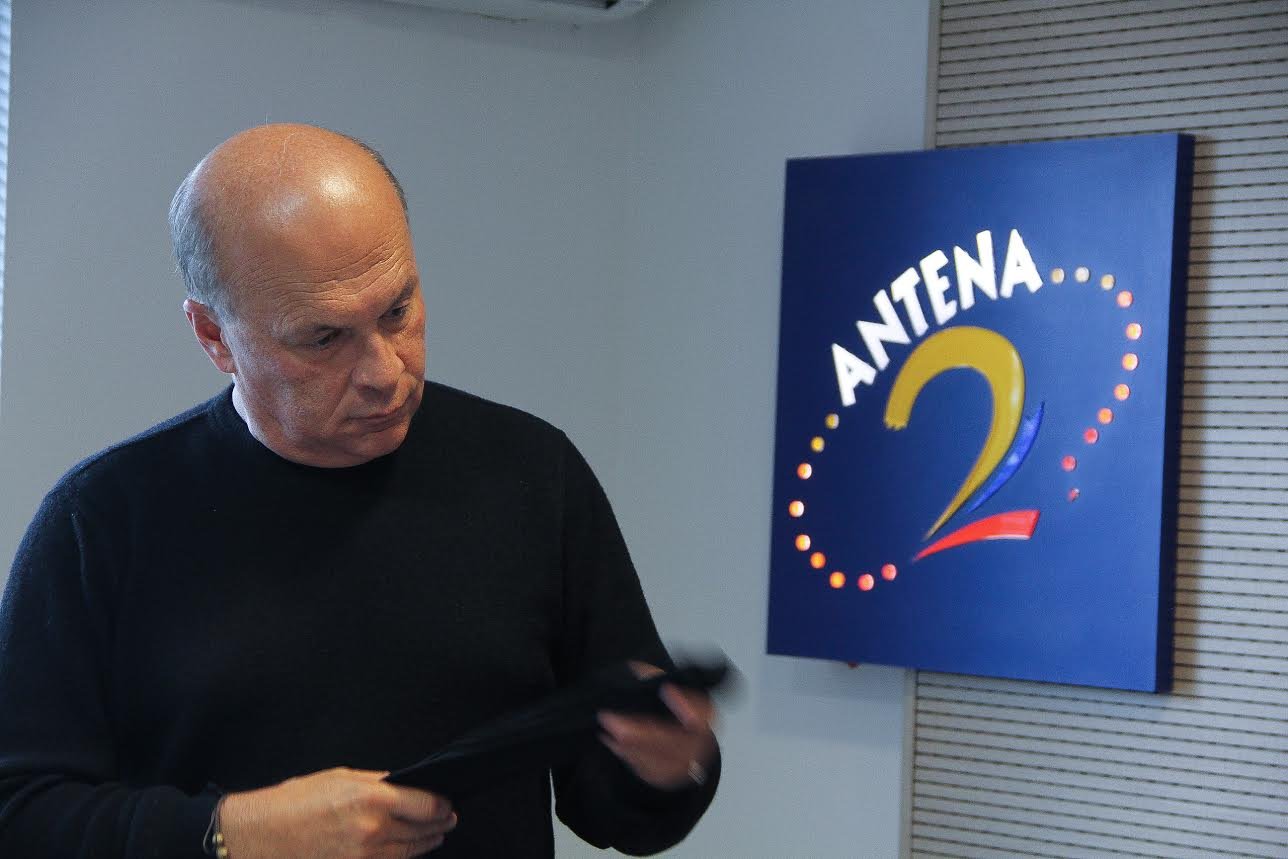
En la cabina de Antena 2.

Transmitió junto a Jorge Eliécer Campuzano el 1 de octubre de 1977 la despedida en exclusiva para Colombia de Edson Arantes do Nascimento Pelé en el estadio Giants de Nueva York con un marco de 75.000 espectadores, encuentro que jugaron los equipos Santos de Brasil donde comenzó la carrera del astro del fútbol y el New York Cosmos de los Estados Unidos equipo en que cerraba una carrera llena de éxitos.

Fueron muchos los medios que intentaron transmitir el histórico acontecimiento pero solo alrededor de 100 emisoras en todo el mundo pudieron llevar a sus países el evento de despedida del ‘Rey Pelé’. 

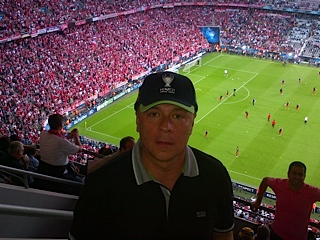
Final de UCL: Chelsea FC vs. Bayern Múnich (2012).

### Cubrimiento deportivo
En su labor periodística ha presentado la Copa Mundial de Futbol desde la edición de Argentina 1978 hasta Catar 2022, la Copa Mundial de Fútbol Sub-20 (ediciones Australia 1981, Chile 1987, Arabia Saudita 1989, Emiratos Árabes Unidos 2003, Países Bajos 2005, Colombia 2011, Turquía 2013), la Copa Mundial de Fútbol Sub-17 de 2003, los Juegos Olímpicos de Barcelona 1992, las semifinales y finales olímpicas de fútbol de Atenas 2004 y Pekín 2008, los Torneos preolímpicos de fútbol desde 1980 hasta 2020, la Copa América desde la edición de 1975 hasta Brasil 2019, las eliminatorias a la Copa Mundial de Fútbol desde la edición de 1978 hasta 2018, las finales de la Recopa de Europa 1993-94 y 1994-95, las finales de la Liga de Campeones de la UEFA desde 2011 hasta 2019, el final de la Copa UEFA 1995-96, los Juegos Panamericanos en sus ediciones Indianápolis 1987 y Lima 2019, la Vuelta a Colombia 1978, la Copa Libertadores desde la edición 1975 hasta 2010, el Torneo Esperanzas de Toulon, el Campeonato Sudamericano de Fútbol Sub-20 desde la edición 1983 hasta 2013, los Sudamericanos Sub-17 de Paraguay 1999 y Perú 2011 y FIFA 80 años Zúrich, Alemania: Alemania Vs. Italia (1984).

## Publicaciones
- 100 Términos de uso común en el diccionario del fútbol (1990).[4]
- Fútbol Hoy (1994).[4]
- Palabras Mayores (2023).[5]

## Premios
- Antena de la Consagración (1977-79).
- Premio Nacional Postobón (1987-94 y 96)
- Premio TV y Novelas: Mejor Presentador de Deportes en Televisión (2002).
- Premio Orquídea de Plata: Mejor Periodista Deportivo (2003).
- Premio Orquídea: Mejor Transmisión Deportiva Internacional de TV (2004).
- La Universidad Autónoma del Caribe le otorgó el Doctorado honoris causa en Comunicación y Periodismo (2011).[6]
- FIFA Journalists on the Podium (2022).[7][8]